# فلاديمير يينغبيريان
فلاديمير يينغبيريان (24 أبريل 1932 – 1 فبراير 2013) هو ملاكم أمريكي راحل، مثّل بلاده في الألعاب الأولمبية الصيفية في دورتي 1956 و1960.

## روابط خارجية
فلاديمير يينغبيريان على موقع أوليمبيديا (الإنجليزية)